# 샹젤리제 거리
샹젤리제 거리(프랑스어: Avenue des Champs-Élysées, /ʃɑ̃zelize/ 듣기 (도움말·정보))는 프랑스 파리시에 있는 2km 길이 도로의 명칭으로, 동쪽의 콩코르드 광장 오벨리스크에서 서쪽의 샤를 드골 광장 에투알 개선문까지다.
샹젤리제란 이름은 '엘리시온의 들판'이라는 뜻을 가지고 있는데, 이 들판은 행복한 영혼이 죽은 후에 간 곳으로 고대 그리스인들이 믿던 장소였다. 이 거리의 이름을 바탕으로 한 마이크 데이건 작곡, 피에르 드라노에 편곡의 《Les Champs-Élysées》란 프랑스 노래가 유명하다.
파리의 주요 관광지로서 파리 내에서도 가장 아름다운 거리, 나아가 세계에서 가장 아름다운 거리로 소개되기도 한다. 그러나 파리 시민들 사이에서는 오늘날 샹젤리제 거리가 시끄러운 관광지로 변모한 탓에 실용적이지 못하다는 여론과 그로 인한 논란이 있다.
샹젤리제 거리는 '역사의 축'을 이루는 주요 도로이다.

## 지리
샹젤리제 거리는 프랑스 파리 북서쪽 8구에 위치해 있다. 룩소르 오벨리스크가 서 있는 콩코르드 광장과 샤요 언덕 북쪽에 위치한 파리 개선문의 샤를 드 골 광장 (옛 에투알 광장)까지 동서 방향으로 약 190m 거리로 나 있다.
샤요 언덕은 1768년~1774년 약 5m 높이로 깎여나갔으며 그 때 나온 흙으로 샹젤리제 거리 (당시 명칭 뇌이 거리)의 경사를 매끄럽게 다듬어, 중앙에 위치한 개선문까지 규칙적인 오르막 경사를 조성하였다. 거리의 폭은 70m에 달하며, 폭 30m의 양방향 4차선 도로와 폭 20m의 보도구역 두 개가 나 있다.
멀게는 루브르궁까지 보이는 거리로, 루브르 박물관의 나폴레옹 광장에 자리한 루이 14세 기마상으로부터 출발하여 카루셀 개선문, 튀일리 정원, 룩소르 오벨리스크, 에투알 개선문을 거쳐 파리 동쪽 끝의 라데팡스 개선문까지 풍경이 이어진다.
파리 메트로와 일드프랑스 RER 역 가운데는 콩코르드역, 샹젤리제-클레망소역, 프랭클린 D. 루즈벨트역, 조지 5세역, 샤를 드 골-에투알 역과 가깝다.

## 역사

### 17세기

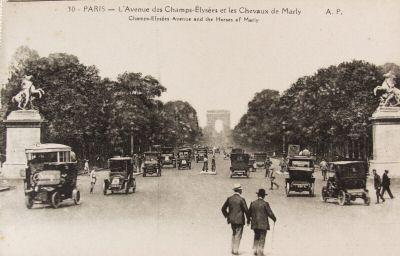
1905년의 샹젤리제 거리

먼 옛날 샹젤리제 거리 일대는 사람이 살지 않는 습지대에 불과했으나 17세기 들어 마리 드 메디시스가 튈르리궁 너머 센강변을 따라 느릅나무와 라임나무가 늘어선 기다란 길을 놓기로 하였다. 1616년 피렌체의 카시네 공원 산책로에서 영향을 받아 센 강변의 '렌 길' (Le cours la Reine)이 처음 조성되었다.
루이 14세 치세 초의 대대적인 정복으로 프랑스 왕국의 국경이 파리로부터 멀리 밀려났다. 이에 재무대신이었던 장바티스트 콜베르는 프롱드의 난이 벌어질 당시 파리의 저항 정신을 기억하는 동시에, 왕국의 수도를 확장하고 잘 조성해보자는 생각에 국왕의 승인을 거쳐 옛 요새 시설을 철거하고 도로망의 확대 공사를 벌였다. 국왕 루이 14세가 선포한 1667년 8월 24일 법령은 왕실마차가 생제르맹앙레이성의 왕실영지와 당시 건설중인 베르사유궁까지 편리하게 이어질 수 있도록 도로를 개설한다는 내용이 담겼다.
루이 14세는 베르사유궁과 튀일리 정원의 조경사였던 앙드레 르 노트르에게 센강변의 숲과 습지를 통과하는 왕실도로인 '튀일리 대로' (avenue des Tuileries) (이후 그랑쿠르, 뇌이 대로, 생제르맹길 등으로 칭하게 됨)를 조성해 보라는 명을 내렸다. 이 대로가 조성되면 국왕이 살고 있던 튀일리궁에서 바라볼 시 정부와 궁정 사이를 잇는 베르사유궁 앞에 펼쳐진 길만큼이나 장대한 풍경을 선사하게 될 것이었다.
앙드레 르 노트르는 튀일리궁 중앙관의 축을 따라 지금의 콩코르드 광장에서 샹젤리제-마르셀다소 로터리까지 느릅나무 가로수길과 잔디밭이 깔린 아름다운 대로를 조성하였다. 처음에는 상술한 '렌 길'과 구분하기 위해 '그랑쿠르' (Grand-Cours)라 불린 이 길은 이후 '룰 대로' (grande allée du Roule), '그리유루아얄 거리' (Avenue de la Grille Royale, 1678년), '팔레데튀일리 거리' (Avenue du Palais des Tuileries, 1680년) 등으로 불렸으며, 마침내 1694년 '샹젤리제' (Champs-Élysées)라는 명칭이 등장해 1709년 정식 거리명으로 확정되었다. 샹젤리제란 고대 그리스 신화에서 행복한 영혼이 죽은 후에 간다는 엘리시온 들판을 가리키는 말인데, 당시 낮고 습하고 매춘가가 늘어선 이 지역과는 반대되는 의미로서 명명한 것으로 추정된다.

## 사건과 행사

### 역사적 사건
샹젤리제 거리는 1944년 파리 해방부터 1998년 FIFA 월드컵과 2018년 FIFA 월드컵 우승 축하 퍼레이드처럼 프랑스의 위대했던 역사적 사건의 배경이 되는 곳이기도 하였다.
1986년에는 이곳에서 두 건의 테러가 발생한 적이 있었다. 1986년 3월 20일 파리 샹젤리제 거리의 푸앵트 쇼 (Point Show) 갤러리에서 폭탄이 폭발하여 1명이 사망하고 51명이 부상당했다. 그해 9월 14일에는 펍 르노 (Pub Renault) 레스토랑의 테이블 아래에 수상한 소포가 식당주인 장 클로드 블랑제에게 발견되었으며, 근무중이던 경찰관 두 명에게 이를 알렸다. 세 사람은 지하실로 소포를 가져갔다가 폭발을 일으켰으며, 경찰관은 사망하고 식당주인은 중상을 입었다.
2017년 4월 20일 테러단체 이라크 레반트 이슬람 국가 (ISIS)가 자신들의 소행이라 주장한 총격사태가 벌어졌다. 이 사건으로 경찰관 한 명이 사망하고 다른 한 명이 중상을 입었다. 테러리스트는 총에 맞아 사망했다.

### 행사
매년 7월 14일 프랑스 혁명 기념일이 되면 이곳에서 프랑스군의 육상, 상공 퍼레이드가 진행된다. 거리 끝 콩코르드 광장에는 공식 좌석이 설치되어 프랑스 대통령, 정부인사와 외국 귀빈이 지켜보는 가운데 프랑스 육군과 해군, 공군, 해병대 등 4개 군병력과 민간경찰, 헌병경찰, 소방대원 등이 샹젤리제 거리를 행진하게 된다.
프랑스에서 매년 7월마다 치러지는 자전거 대회 투르 드 프랑스는 1975년 대회부터 3주간의 레이스를 마친 뒤 샹젤리제 거리에서 마지막 경기를 펼침으로서 막을 내린다. 선수들은 샹젤리제 거리를 오르내리는 서킷을 6~10바퀴 돈 뒤에 모든 경주를 완주하게 되며, 이 행사는 대회 전체와 더불어 전세계에 생중계된다.
매년 11월부터 1월 초까지 연말 기념으로 조명이 장식되어 불을 밝힌다. 이는 레스토랑 경영가 롤랑 포초 디 보르고의 후원하에 샹젤리제 위원회에서 조직하는 행사다. 특히 12월 크리스마스 조명행사는 수많은 유명인사가 참석하는 가운데 불을 밝히게 된다.
매년 5월 8일 전승 기념일과 11월 11일 프랑스 현충일에는 클레망소 광장의 드골 장군 동상과 에투알 개선문 아래 무명 용사의 무덤에서 열리는 기념식을 위해 거리 전체가 폐쇄된다. 또 12월 31일 저녁에는 새해 축하행사를 위해 도로 전체가 보행자에게 개방된다. 거리 한가운데 있는 표지판은 이러한 행사들을 감안하여 쉽게 철거가 가능하도록 설계되어 있다.

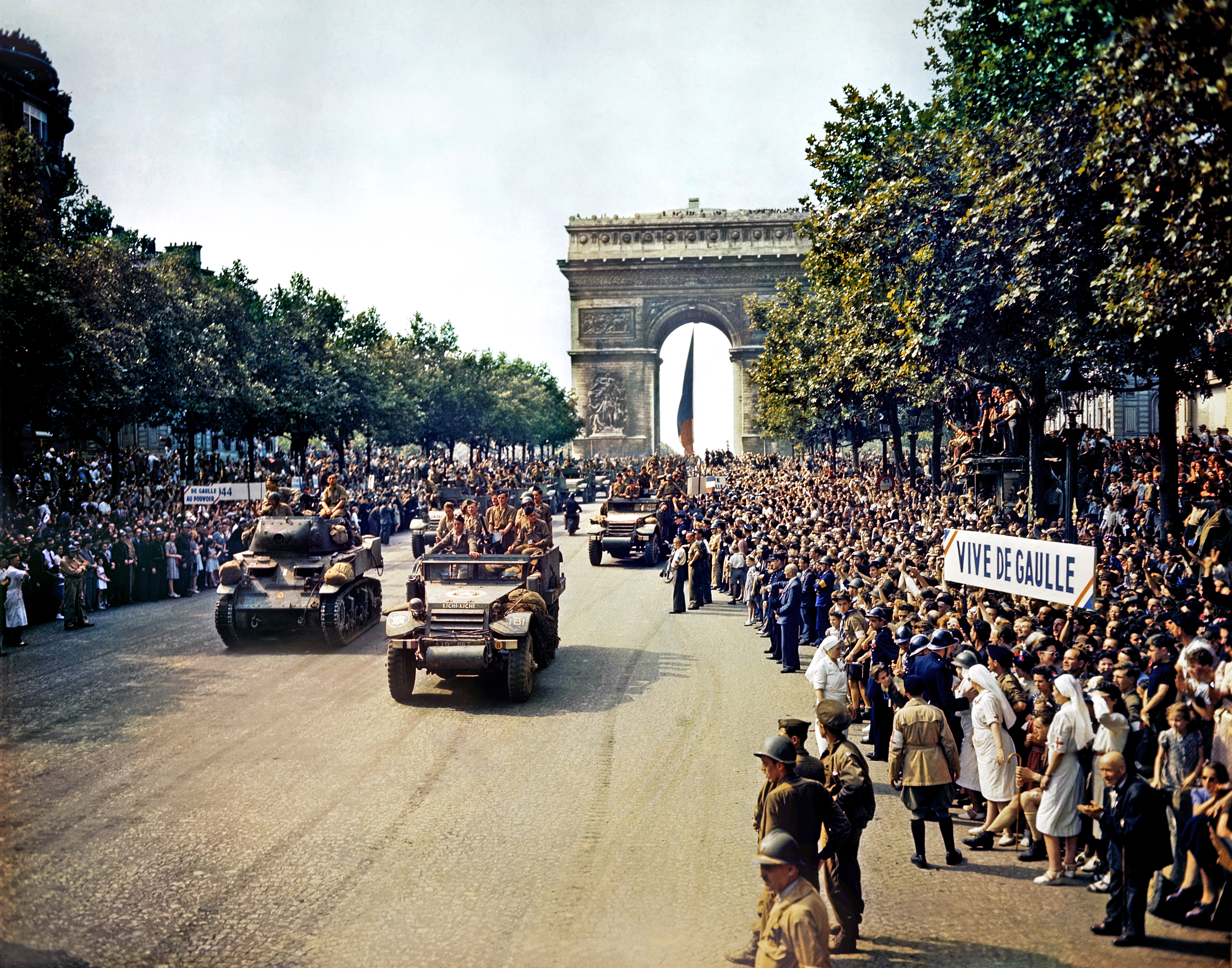
1944년 8월 26일 파리 해방을 기념하여 샹젤리제 거리를 행진하는 자유 프랑스 제2연대
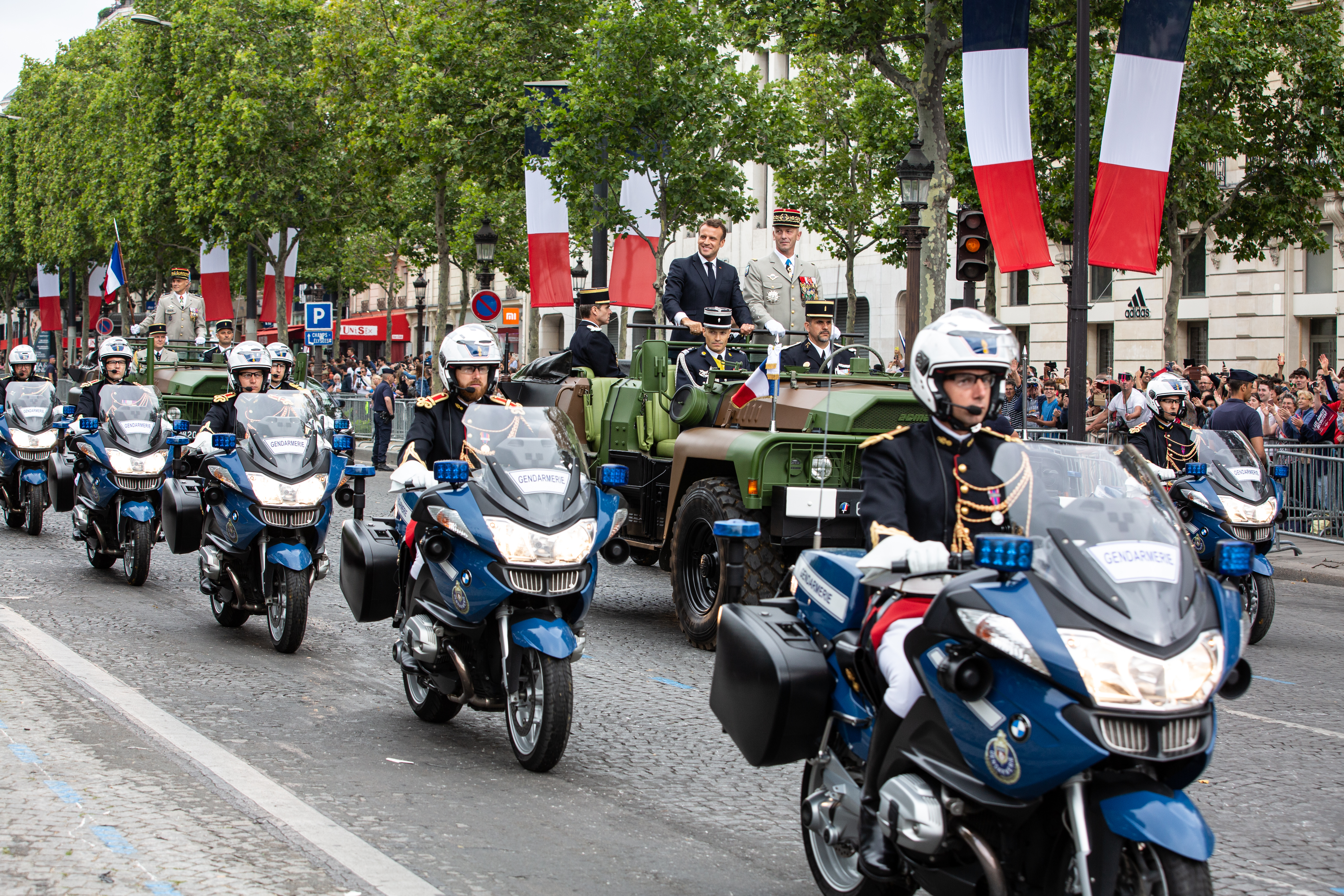
2019년 프랑스 혁명 기념일 군사퍼레이드에 참석한 에마뉘엘 마크롱 대통령과 프랑수아 르쿠앵트르 육군참모총장
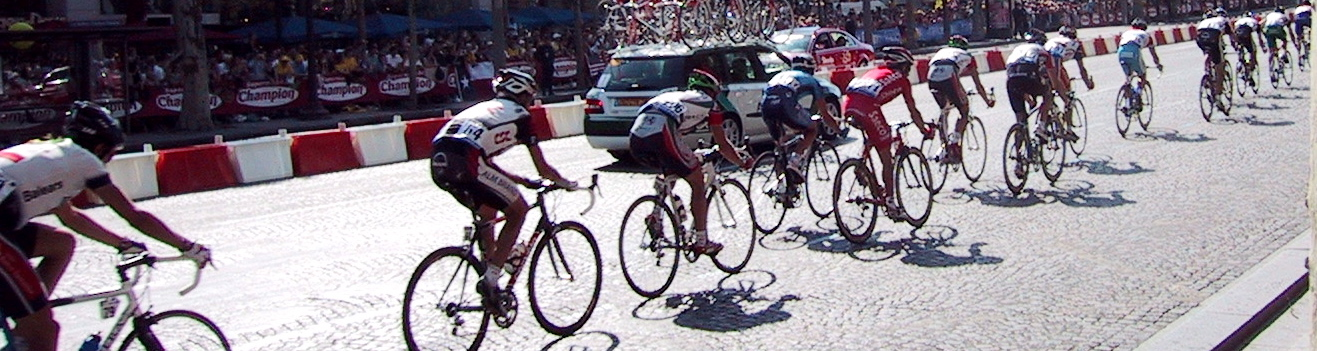
2004년 투르 드 프랑스 행사
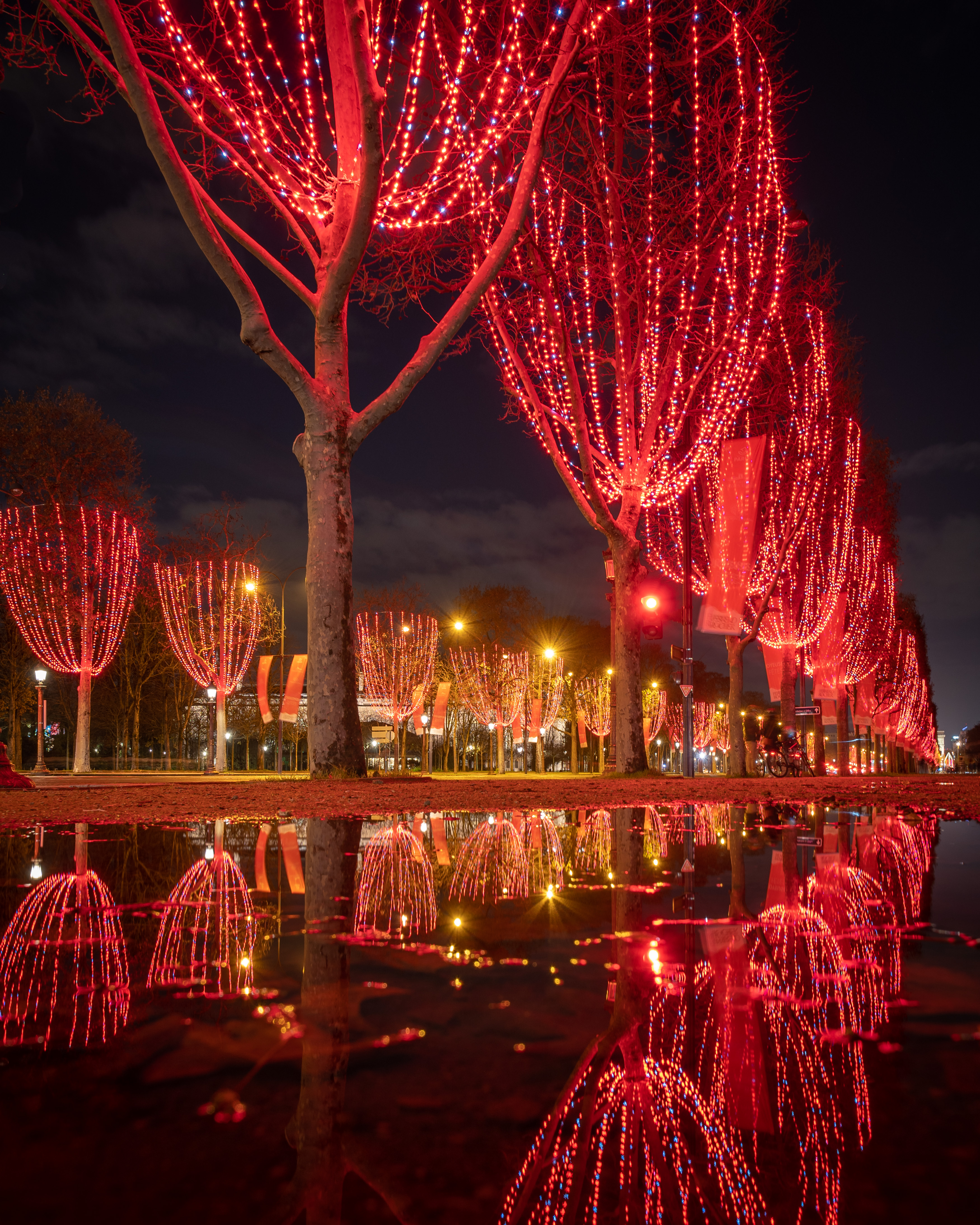
2020년 12월 크리스마스 기념조명